# Desmodium weberbaueri
Desmodium weberbaueri là một loài thực vật có hoa trong họ Đậu. Loài này được (Schindl.) J.F.Macbr. miêu tả khoa học đầu tiên.